# Ambassade du Maroc en Égypte
L'ambassade du Maroc en Égypte est la représentation diplomatique du royaume du Maroc en Égypte. Elle est située au 10 avenue Salah Eddine, quartier Zamalek, Le Caire, la capitale du pays. Entre 2018 et 2023, le poste d'ambassadeur  est occupé par Ahmed Tazi. Après la nomination de ce dernier au poste d'ambassadeur du Maroc aux Émirats arabes unis, le 19 octobre 2023, le titre d'ambassadeur en Égypte est confié à Mohamed Aït Ouali.

## Liste des ambassadeurs du Maroc
|    | Ambassadeur            | image | date de début de mission | date de présentation des lettres de créance | date de fin de mission | Rois du Maroc         | Présidents d'Egypte          |
| -- | ---------------------- | ----- | ------------------------ | ------------------------------------------- | ---------------------- | --------------------- | ---------------------------- |
| 1  | Abdelkhalek Torres     |       | 1957                     |                                             | 1959                   | Mohammed V            | Gamal Abdel Nasser           |
| 2  |                        |       |                          |                                             |                        |                       | Gamal Abdel Nasser           |
| 3  | Abdelkhalek Torres     |       | 2 juin 1961              | 19 juillet 1961                             | 1962                   | Hassan II             | Gamal Abdel Nasser           |
| 4  | Ahmed Ibn El Melih     |       | Janvier 1963             | 23 Janvier 1963                             | 1964                   | Hassan II             | Gamal Abdel Nasser           |
| 5  | Mohamed El Alami       |       | Août 1965                |                                             | 4 novembre 1965        | Hassan II             | Gamal Abdel Nasser           |
| 6  | Youssef Belabbès       |       | 4 novembre 1965          | 7 février 1966                              | 1 mars 1967            | Hassan II             | Gamal Abdel Nasser           |
| 7  | Mehdi M'rani Zentar    |       | 19 avril 1967            | 26 novembre 1967                            |                        | Hassan II             | Gamal Abdel Nasser           |
| 8  | Abdelatif Laraki       |       | 1970                     | 16 mars 1971                                | 1979                   | Hassan II             | Anouar Sadate                |
| 9  |                        |       |                          |                                             |                        | Hassan II             |                              |
| 10 | Mohamed Tazi           |       | 20 janvier 1988          | 14 avril 1988                               | 1990                   | Hassan II             | Hosni Moubarak               |
| 11 | Abdelatif Laraki       |       | 1990                     |                                             | 1993                   |                       | Hosni Moubarak               |
| 12 | Abdellatif Mouline     |       |                          |                                             |                        | Hassan II/Mohammed VI | Hosni Moubarak               |
| 13 | Ali Oumlil             |       | 2001                     |                                             |                        | Mohammed VI           | Hosni Moubarak               |
| 14 | Mohamed Faraj Doukkali |       | 12 décembre 2003         |                                             | 10 février 2013        | Mohammed VI           | Hosni Moubarak/Mohamed Morsi |
| 15 | Mohamed Saâd Alami     |       | 9 mars 2013              |                                             | octobre 2016           | Mohammed VI           | Abdelfatah al Sissi          |
| 16 | Ahmed Tazi,            |       | 13 octobre 2016          |                                             | 19 octobre 2023        | Mohammed VI           | Abdelfatah al Sissi          |
| 17 | Mohamed Aït Ouali      |       | 19 octobre 2023          |                                             |                        | Mohammed VI           | Abdelfatah al Sissi          |

## Marocains résidents en Égypte
En 2019, la communauté marocaine en Égypte s’élevait à 9 066 ressortissants selon le ministère délégué auprès du ministère des Affaires étrangères et de la Coopération internationale chargé des Marocains résidant à l’étranger et des affaires de la migration.